# Tropidion acanthonotum
Tropidion acanthonotum là một loài bọ cánh cứng trong họ Cerambycidae.